# Lithostege apatela
Lithostege apatela là một loài bướm đêm trong họ Geometridae.